# JBuilder
JBuilder Era un entorn de desenvolupament integrat (IDE) pel llenguatge de programació Java de Embarcadero Tecnologies. Inicialment desenvolupat per Borland, JBuilder va crear l'empresa dedicada CodeGear i aquesta fou adquirida per Embarcadero Tecnologies el 2008.
Oracle havia basat les primeres versions de JDeveloper en codi de JBuilder llicenciat per Borland, però posteriorment fou reescrit des de zero.

## Versions
| Nom                       | Any  | Edicions |
| ------------------------- | ---- | --- |
| JBuilder 1                | 1997 | Client/Servidor, Professional, Estàndard; Amb suport només per Windows                                                         |
| JBuilder 2                | 1998 | Client/Servidor, Professional, Estàndard                                                                                       |
| JBuilder 3                | 1999 | Empresa, Professional, Estàndard; Empresa - Edicions Solaris i Fundació                                                        |
| JBuilder 3.5              | 1999 | Empresa, Professional, Fundació; Introduint una versió 100% Java de l'IDE PrimeTime, disponible sobre Linux, Solaris i Windows |
| JBuilder 4                | 2000 | Empresa, Professional, Fundació                                                                                                |
| JBuilder 5                | 2001 | Empresa, Estàndard, Personal                                                                                                   |
| JBuilder 6                | 2001 | Empresa, Estàndard, Personal                                                                                                   |
| JBuilder 7                | 2002 | Empresa, Estàndard, Personal                                                                                                   |
| JBuilder 8                | 2002 | Empresa, Estàndard, Personal                                                                                                   |
| JBuilder 9                | 2003 | Empresa, Estàndard, Personal                                                                                                   |
| JBuilder X                | 2003 | Empresa, Desenvolupador, Fundació                                                                                              |
| JBuilder 2005             | 2004 | Empresa, Desenvolupador, Fundació                                                                                              |
| JBuilder 2006             | 2005 | Empresa, Desenvolupador, Fundació; amb suport a JDK6                                                                           |
| Borland JBuilder 2007     | 2006 | Empresa, Professional, Desenvolupador, Turbo; Basat en Eclipse 3.2. Alliberat per Borland                                      |
| CodeGear JBuilder 2007 R2 | 2007 | Empresa Borland Edició d'ALM, Empresa, Estàndard, Turbo Addició de suport a Linux i Mac OS X                                   |
| CodeGear JBuilder 2008    | 2008 | Empresa, Professional, Turbo; Basat en Eclipse 3.3                                                                             |
| CodeGear JBuilder 2008 R2 | 2009 | Empresa, Professional, Turbo; Basat en Eclipse 3.4                                                                             |

JBuilder 1 fins a 3 es basaven en l'IDE Delphi.
JBuilder 3.5 del 2006 es basava en PrimeTime, un IDE 100% Java.
JBuilder 2007 "Peloton" és la primera versió JBuilder basada en Eclipse